# Слијепи колосијек
„Слијепи колосијек” је југословенски ТВ филм из 1964. године. Режирао га је Даниел Марушић а сценарио је написао Карло Терон

## Улоге
| Глумац           | Улога |
| ---------------- | ----- |
| Борис Бузанчић   |       |
| Јурица Дијаковић |       |
| Емил Кутијаро    |       |
| Миа Оремовић     |       |
| Јосип Петричић   |       |
| Вика Подгорска   |       |